# Соедзіма Танеомі
Соедзі́ма Танео́мі (яп. 副島種臣, そえじまたねおみ; 17 жовтня 1828 — 31 січня 1905) — японський політичний і державний діяч, дипломат, каліграф кінця періоду Едо — періоду Мейдзі. 3-й міністр закордонних справ (4 листопада 1871 — 28 жовтня 1873), 7-й міністр внутрішніх справ (11 березня 1892 — 8 червня 1892), 2-й віце-голова Таємної ради (1891–1892). Співзасновник Патріотичної громадської партії (1874). Псевдоніми — Со́кай, Ітіїті Ґакунін.

## Біографія
Соедзіма Танеомі народився 17 жовтня 1828 року в Саґа-хані, в родині науковця націоналістичної течії кокуґаку Едайосі Нанґо. В ранньому дитинстві хлопця віддали до бездітного самурайського роду Соедзіма, який виростив його як майбутнього спадкоємця. 1852 року Танеомі вирушив до Кіото, де познайомився із лідерами антиурядового руху «Шануймо Імператора, геть варварів!», а двома роками поспіль прибув до міста Наґасакі, в якому опанував англійську мову.
Після реставрації Мейдзі 1868 року новий Імператорський уряд прийняв Танеомі на державну службу. Він став молодшим радником і помічником Служби стандартизації. На цій посаді Танеомі склав проект указу про новий державну форму управління, який визначав організацію японського уряду протягом 1868–1869 років. За цю роботу його підвищили до Імператорського радника. 1871 року Танеомі вирушив до російської бухти Пос'єта для ведення переговорів про демаркацію японсько-російського кордону на Сахаліні, однак вони закінчилися безрезультатно. В лютому того ж року він отримав призначення на посаду міністра закордонних справ.
1872 року Танеомі проявив себе під час інциденту з перуанським судном «Марія Луз», в якому японська сторона вперше за провела судове розслідування за міжнародними стандартами і звільнила китайських найманих моряків, які утримувалися на судні як раби. Наступного року японський уряд призначив міністра надзвичайним і повноважним послом до Цінського Китаю для обміну ратифікаційними грамотами японсько-китайського договору про дружбу. Під час прийому у цінського Імператора, Танеомі порушив норми китайського двірцевого етикету, відмовившись ставати на коліна, і стоячи передав послання китайській стороні. Цей вчинок засвідчив відмову Японії від китаєцентричної системи міжнародних відносин і декларував перехід до паритетних двосторонніх стосунків.
В жовтні 1873 року, під час дебатів про завоювання Кореї, Танеомі підтримав позицію силовиків на чолі з Сайґо Такаморі. Оскільки більшість урядовців відхили її, міністр і його спільники демонстративно вийшли зі складу уряду. 1874 року Танеомі взяв участь в громадському русі за волю і народні права, і став одним із підписантів Петиції до уряду з вимогою скликати всенародний Парламент.
1879 року Танеомі повернувся до уряду і був призначений першим лектором Міністерства Імператорського двору. 1884 року за заслуги перед державою Імператор нагородив його титулом графа і прирівняв до стану титулованої шляхти. 1886 року Танеомі отримав призначення Двірцевого радника, а через два роки став членом Таємної ради. З березня по червень 1892 року він посідав крісло міністра внутрішніх справ в уряді Мацукати Масайосі.
31 січня 1905 Соедзіма Танеомі помер в Токіо.